# Orogenèse andine

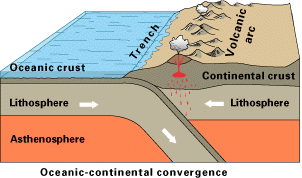
Esquisse simplifiée de la situation actuelle le long de la majeure partie des Andes.

L'orogenèse andine (espagnol : Orogenia andina) est un processus continu d'orogenèse qui a commencé au Jurassique inférieur et qui est responsable de l'élévation de la Cordillère des Andes. L'orogenèse est poussée de la réactivation d'un système de subduction de longue durée le long de la marge ouest de l'Amérique du Sud. À l'échelle continentale, le Crétacé (90 Ma) et l'Oligocène (30 Ma) ont été des périodes de réarrangements dans l'orogenèse. Le déroulement détaillé de l'orogenèse varie selon le segment la chaîne et la période géologique considérée.

## Description
L'orogenèse de subduction se produit dans ce qui est aujourd'hui l'ouest de l'Amérique du Sud depuis l'éclatement du supercontinent Rodinia au Néoprotérozoïque. Les orogenèses paléozoïques dites pampaenne (de la Pampa), famatinienne (de Famatina) et gondwanienne sont les précurseurs immédiats de l'orogenèse andine. Les premières phases de l'orogenèse andine au Jurassique et au Crétacé inférieur ont été caractérisées par une tectonique d'extension, la mise en place d'un rift, le développement de bassins d'arrière-arc et l'émergence de grands batholites,. Ce développement serait lié à la subduction de la lithosphère océanique froide. Au cours du Crétacé moyen et supérieur (il y a environ 90 millions d'années), l'orogenèse andine a considérablement changé de caractère,. On estime que la subduction de la lithosphère océanique plus chaude et plus jeune a commencé sous l'Amérique du Sud à cette époque. Ce processus de subduction est probablement à l'origine non seulement de la déformation due à une contraction intense subie par différentes lithologies, mais aussi du soulèvement et de l'érosion observés à partir du Crétacé supérieur. La réorganisation par la tectonique des plaques depuis le milieu du Crétacé pourrait également avoir été liée à l'ouverture de l'océan Atlantique Sud. Le mouvement tectonique des plaques au Crétacé moyen a subi un autre changement : le changement de direction de subduction de la lithosphère océanique, passant d'un mouvement sud-est à un mouvement nord-est il y a environ 90 millions d'années. Malgré ce changement de direction, la subduction est restée oblique (et non perpendiculaire) par rapport à la côte de l'Amérique du Sud, et le changement de direction a affecté plusieurs zones de subduction - failles parallèles, notamment Atacama, Domeyko et Liquiñe-Ofqui,.

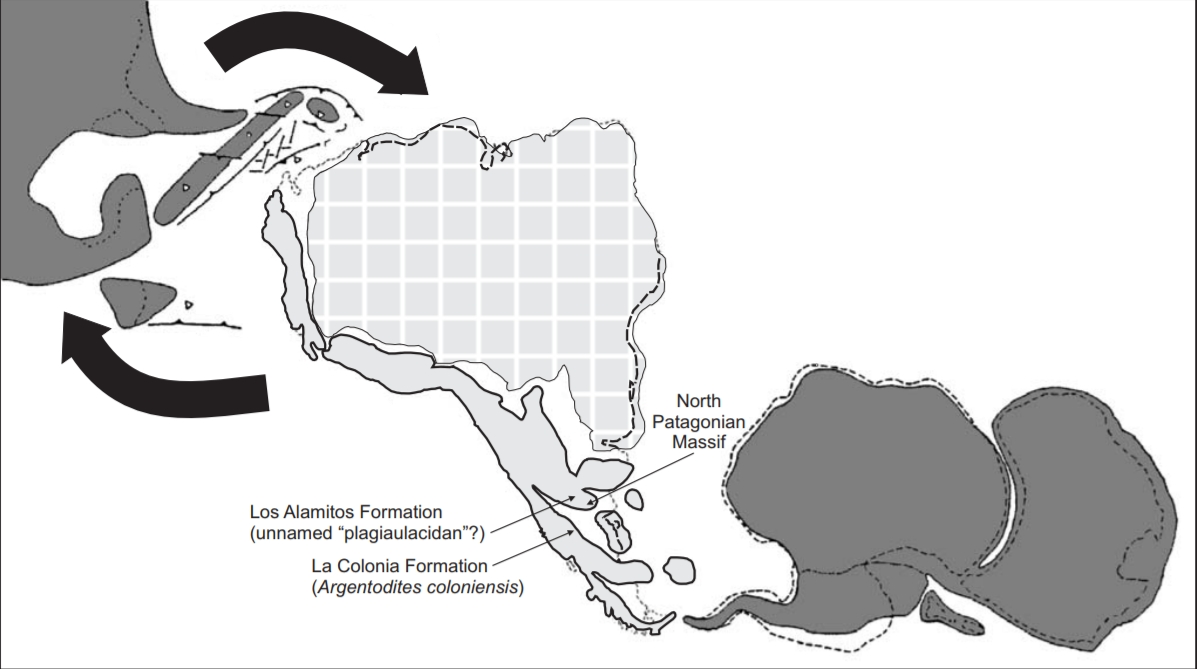
Paléogéographie de l'Amérique du Sud du Crétacé supérieur. Les zones soumises à l'orogenèse andine sont représentées en gris clair tandis que les cratons stables sont représentés par des carrés gris. Les formations sédimentaires de Los Alamitos et de La Colonia qui se sont formées à la fin du Crétacé sont indiquées.

La subduction à faible angle, également connue sous le nom de subduction en dalle plate, a été courante pendant l'orogenèse andine, entraînant le raccourcissement et la déformation de la croûte ainsi que la suppression du volcanisme d'arc. Ce type de subduction de plaques plates s'est produit à différents moments dans diverses parties des Andes, notamment dans le nord de la Colombie (6 à 10° N), en Équateur (0 à 2° S), dans le nord du Pérou (3 à 13° S) et dans le centre-nord du Chili (24 à 30° S).
La croissance tectonique des Andes et le climat local ont évolué simultanément et se sont mutuellement influencés. La barrière topographique formée par les Andes a empêché l'arrivée de l'air humide dans l'actuel désert d'Atacama. Cette aridité, à son tour, a produit une redistribution particulière de la masse en surface par l'érosion et le transport fluvial, entraînant des modifications dans la déformation tectonique ultérieure.
À l'Oligocène, la plaque Farallon s'est morcelée, donnant naissance aux plaques actuelles de Cocos et de Nazca, ce qui a entraîné une série de changements dans l'orogenèse andine. La nouvelle plaque de Nazca a ensuite été orientée vers une subduction orthogonale avec l'Amérique du Sud, provoquant depuis lors un soulèvement dans les Andes, dont le plus haut dégré d'action se produit au Miocène. Bien que les différents segments des Andes aient leur propre histoire de soulèvement, dans l'ensemble, les Andes ont connu une élévation significative au cours des 30 derniers millions d'années (de l'Oligocène à aujourd'hui).

## Orogenèse par segment

### Colombie, Équateur et Venezuela (12° N–3° S)

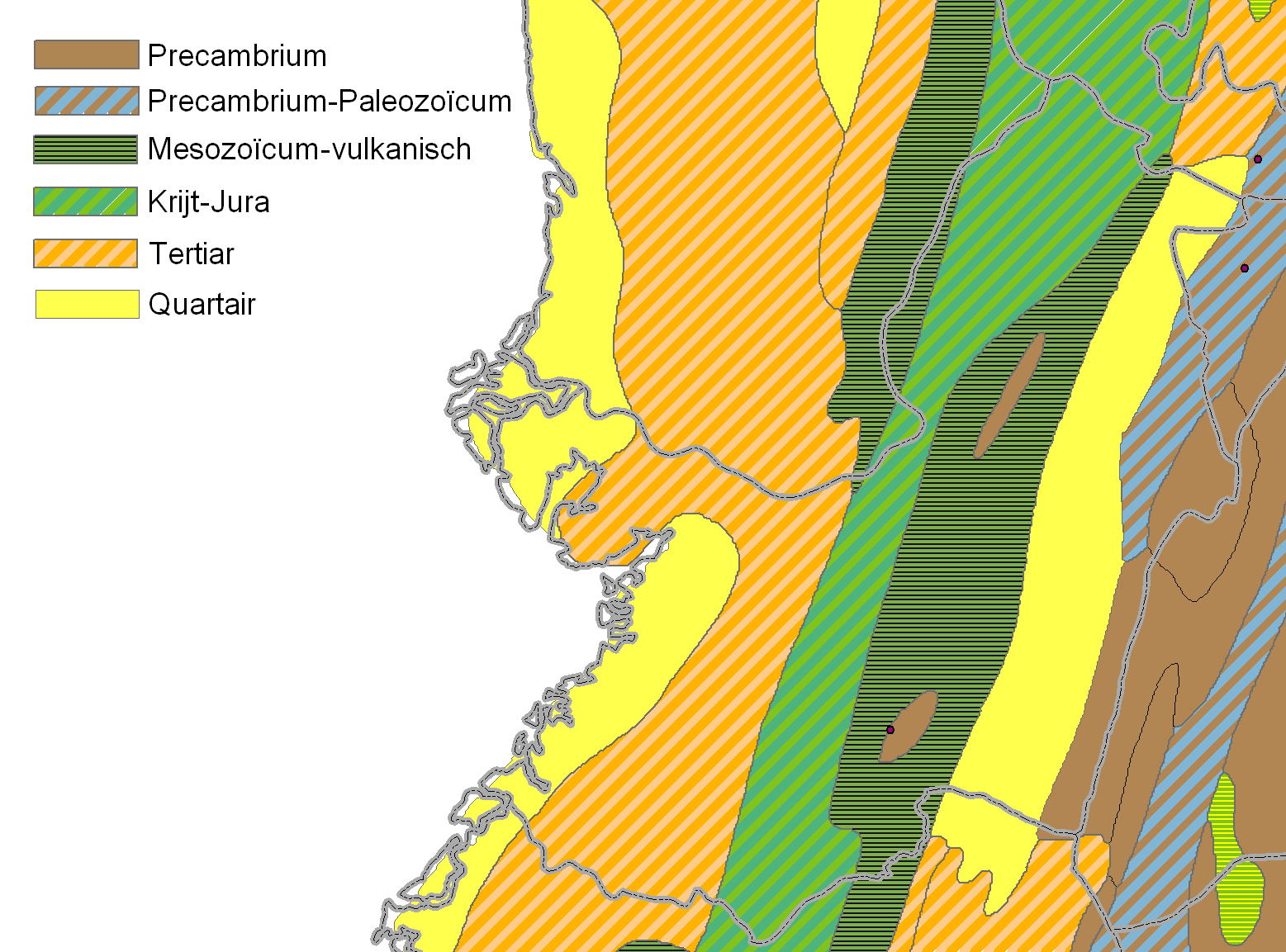
Carte d’un modèle parallèle nord-sud d’âges rocheux dans l’ouest de la Colombie. Ce modèle est le résultat de l’orogenèse andine.

Des morceaux de croûte continentale qui s'étaient séparés du nord-ouest de l'Amérique du Sud au Jurassique se sont agglomérés au continent à la fin du Crétacé en entrant en collision oblique avec lui. Cet épisode d'accrétion s'est déroulé par un processus complexe. L'accrétion des arcs insulaires contre le nord-ouest de l'Amérique du Sud au Crétacé inférieur a entraîné le développement d'un arc volcanique provoqué par la subduction. La faille de Romeral en Colombie marque la suture entre les terranes accrétés et le reste de l'Amérique du Sud. Vers la limite Crétacé-Paléogène, il y a environ 65 millions d'années, le plateau océanique de la grande province ignée des Caraïbes est entré en collision avec l'Amérique du Sud. La subduction de la lithosphère à mesure que le plateau océanique se rapprochait de l'Amérique du Sud a conduit à la formation d'un arc magmatique aujourd'hui préservé dans la Cordillère orientale de l'Équateur et la Cordillère Centrale de Colombie. Au Miocène, un arc insulaire et le terrane de Chocó sont entrés en collision avec le nord-ouest de l'Amérique du Sud. Ce terrane est intégré à l'actuel département de Chocó plus l'ouest de Panama.
La plaque caribéenne est entrée en collision avec l'Amérique du Sud au début du Cénozoïque, mais le sens de son déplacement a ensuite viré vers l'est,. Le mouvement des failles dextres entre les plaques sud-américaine et caribéenne a été initié il y a 17 à 15 millions d'années et canalisé le long d'une série de décrochements, mais qui n'expliquent pas toutes les déformations. La partie nord du « méga-cisaillement Dolores-Guayaquil » fait partie des systèmes de failles dextres tandis qu'au sud, le méga-cisaillement longe la suture entre les blocs tectoniques accrétés et le reste de l'Amérique du Sud.

### Nord du Pérou (3–13° S)

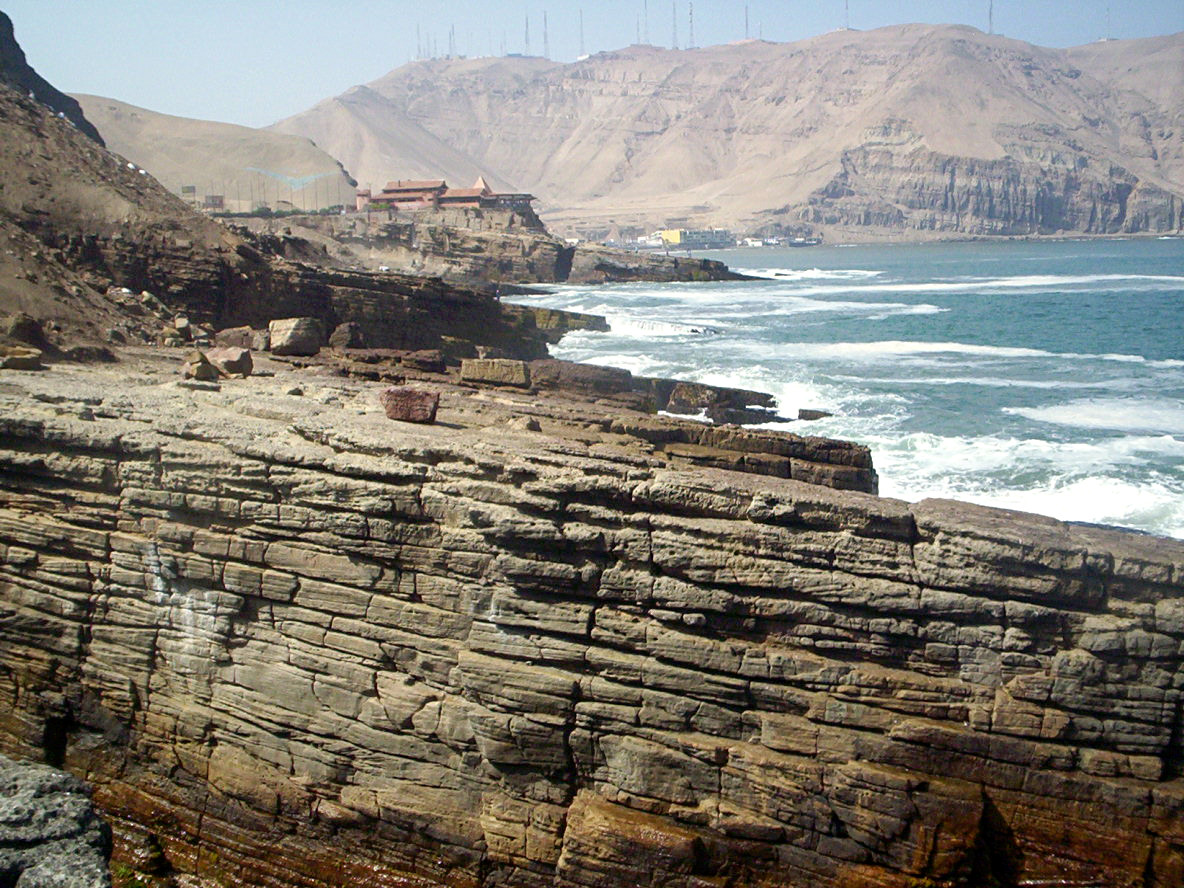
L'inclinaison vers la mer des strates sédimentaires de la formation Salto del Fraile au Pérou a été causée par l'orogenèse andine.

Bien avant l'orogenèse andine, la moitié nord du Pérou a fait l'objet d'une accrétion de terranes au Néoprotérozoïque et au Paléozoïque. La déformation orogénique andine dans le nord du Pérou a pu se produire pendant l'Albien (Crétacé inférieur). Cette première phase de déformation — phase Mochica — est mise en évidence dans le plissement des sédiments du groupe Casma près de la côte.
Les bassins sédimentaires de l'ouest du Pérou sont passés de conditions marines à continentales à la fin du Crétacé, à la suite d'un soulèvement vertical généralisé. Le soulèvement du Pérou septentrional est probablement associé à l'accrétion contemporaine du terrane Piñón en Équateur. Cette étape est appelée « phase péruvienne » de l'orogenèse andine. Outre la côte du Pérou, la phase péruvienne a affecté ou provoqué un raccourcissement de la croûte terrestre le long de la Cordillère orientale et l'inversion tectonique (en) du bassin de Santiago dans la zone sub-andine. La phase péruvienne n'a toutefois pas affecté la majeure partie de la zone sub-andine.
Après une période sans grande activité tectonique au début de l'Éocène, la phase incaïque de l'orogenèse s'est initiée du milieu à la fin de l'Éocène,. Aucun autre phénomène tectonique de l'ouest des Andes péruviennes n'égale en ampleur la phase incaïque,. Le raccourcissement horizontal au cours de cette phase a abouti à la formation du pli et de la ceinture de chevauchement de Marañón. Une discordance traversant le pli et la ceinture de chevauchement de Marañón montre que la phase incaïque s'est terminée au plus tard, il y a 33 millions d'années, au premier Oligocène.

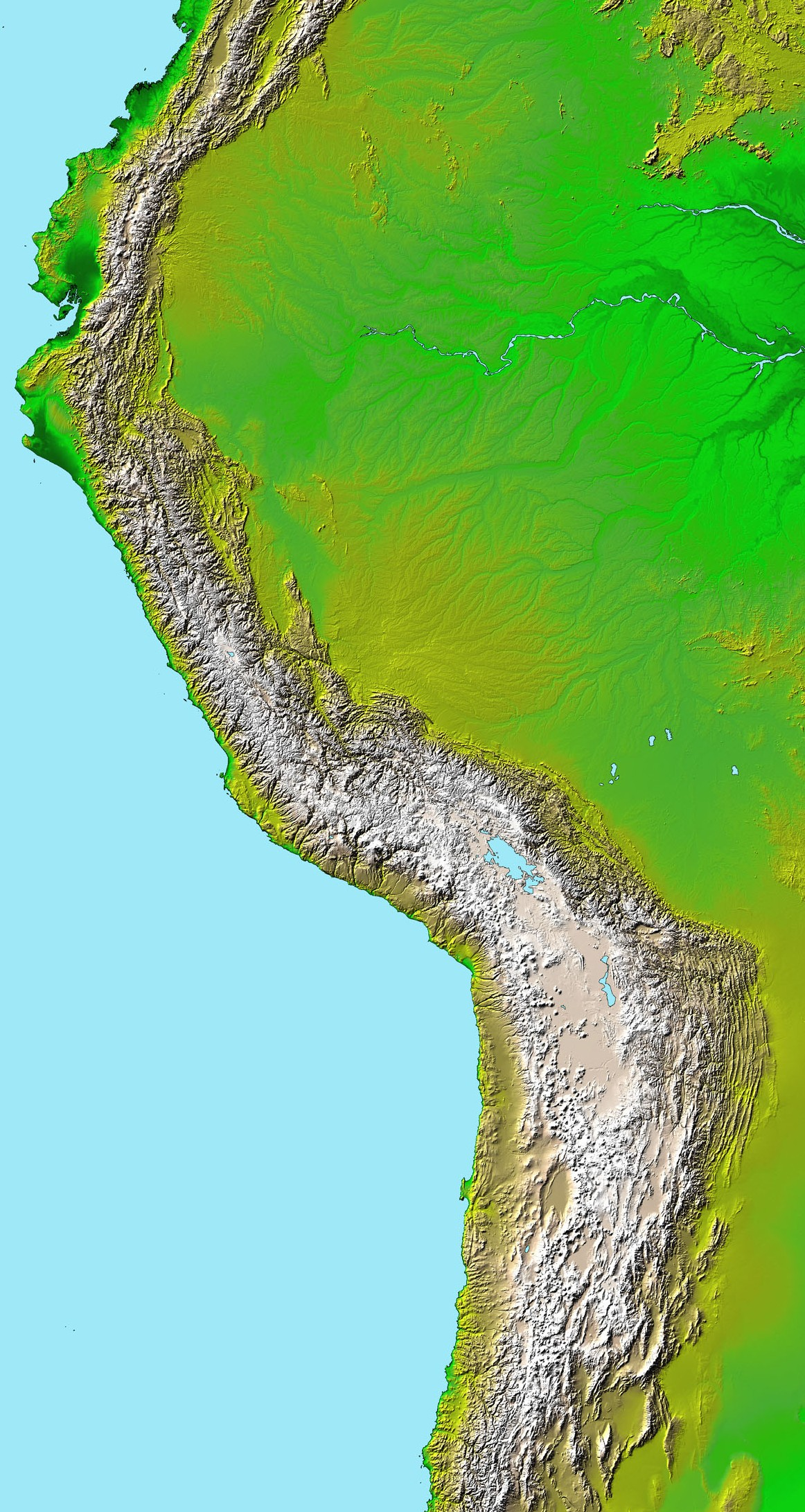
Carte topographique des Andes par la NASA. Les extrémités sud et nord des Andes ne sont pas représentées. La virgation bolivienne est visible sous la forme d'un coude du littoral et de la moitié inférieure des Andes sur la carte.

Lors de la période postérieure à l'Éocène, les Andes du nord du Pérou étaient soumises à la « phase Quechua » de l'orogenèse. La phase Quechua est divisée en sous-phases Quechua 1, Quechua 2 et Quechua 3. La phase Quechua 1 s'est étalée de l'époque d'il y a 17 millions d'années à 15 millions d'années et a vu la réactivation des structures de la phase incaïque dans la Cordillère Occidentale. Il y a 9 à 8 millions d'années, lors de la phase Quechua 2, les parties les plus anciennes des Andes du nord du Pérou ont été poussées vers le nord-est. La majeure partie de la zone sub-andine du nord du Pérou a subi une déformation il y a 7 à 5 millions d'années au Miocène supérieur pendant la phase Quechua 3,. Les structures sub-andines se sont empilées dans une ceinture de poussée.
L'élévation miocène des Andes du Pérou et de l'Équateur a entrainé une augmentation des précipitations orographiques le long de ses parties orientales et à la naissance du fleuve Amazone moderne. Mora, Baby et al. relient ces deux processus et émettent l'hypothèse que l'augmentation des précipitations a produit une érosion accrue, qui, à son tour, a conduit au remplissage excessif des bassins de l'avant-pays andin et que ce serait cette sédimentation excessive des bassins plutôt que la montée des Andes qui aurait incliné les bassins versants vers l’est. Auparavant, l'intérieur du nord de l'Amérique du Sud versait vers le Pacifique.

### Orocline bolivienne (13–26° S)
La subduction andine précoce au Jurassique a formé un arc volcanique dans le nord du Chili connu sous le nom d'Arc La Negra. Les vestiges de cet arc sont maintenant visibles dans la chaîne côtière chilienne. Plusieurs plutons se sont insérés dans la chaîne côtière chilienne au Jurassique et au Crétacé inférieur, notamment le batholite Vicuña Mackenna. Plus à l'est, à des latitudes similaires, en Argentine et en Bolivie, le système de rift de Salta s'est développé à la fin du Jurassique et au début du Crétacé. Le bassin du Salar d'Atacama, que l'on pense être le bras occidental du système de rift, a accumulé à la fin du Crétacé et au début du Paléogène un amas de sédiments d'une épaisseur supérieure à 6 000 m, maintenant connu sous le nom de groupe Purilactis.
Le bassin de Pisco, autour de 14° de latitude sud, a été soumis à une transgression marine aux époques Oligocène et Miocène inférieur (25–16 Ma),. En revanche, le bassin de Moquegua au sud-est et la côte au sud du bassin de Pisco n'ont connu aucune transgression pendant cette période mais une élévation constante des terres.
À partir du Miocène supérieur, la région qui allait devenir l'Altiplano a été soulevée à plus de 3 000 m d'altitude. On estime que la région s'est élevée de 2 000 à 3 000 m au cours des dix derniers millions d'années. Parallèlement à ce soulèvement, plusieurs vallées se creusent dans le flanc ouest de l'Altiplano. Au Miocène, la faille d'Atacama s'est déplacée, soulevant la chaîne côtière chilienne et générant des bassins sédimentaires à l'est de celle-ci. Dans le même temps, les Andes autour de la région de l’Altiplano se sont élargies pour dépasser en largeur tout autre segment andin. Peut-être environ 1 000 km de lithosphère ont été perdus en raison du raccourcissement. Pendant la subduction, l'extrémité ouest de la région de l'avant-arc s'est courbée vers le bas, formant un monoclinal géant,. Un peu plus au sud, l'inversion tectonique appartenant à la phase incaïque a incliné les strates du groupe Purilactis et, dans certaines localités, a également poussé des strates plus jeunes au sommet.

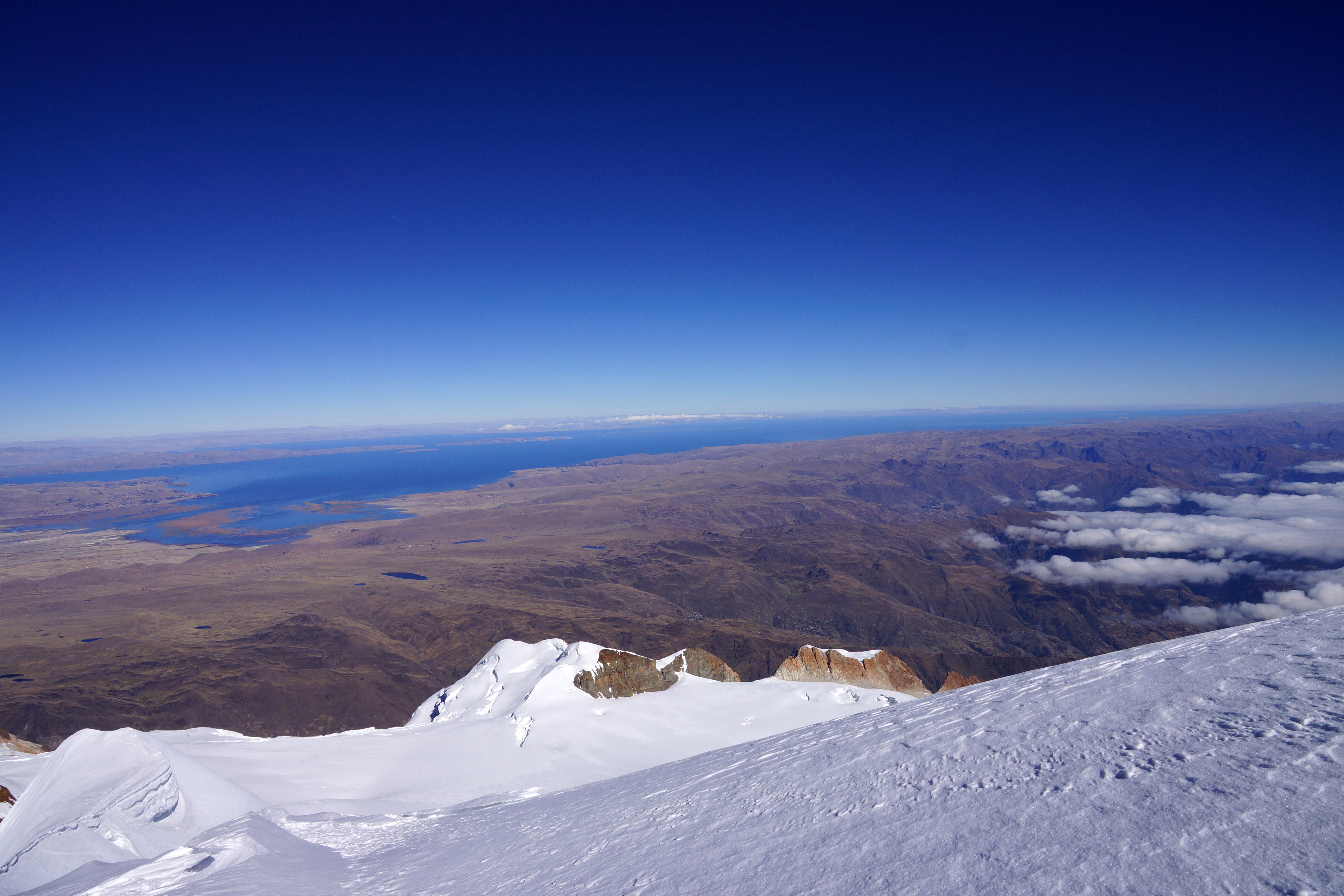
L'Altiplano et son plus grand lac vu d'Ancohuma. Le soulèvement du plateau de l’Altiplano est l’une des caractéristiques les plus frappantes de l’orogenèse andine.

La région à l'est de l'Altiplano est caractérisée par une déformation et une activité tectonique le long d'une ceinture complexe de plis et de chevauchements. Dans l'ensemble, la région entourant les plateaux de l'Altiplano et de la Puna a été raccourcie horizontalement depuis l'Éocène. Dans le sud de la Bolivie, le raccourcissement de la lithosphère a provoqué un glissement du bassin de l'avant-pays andin vers l'est par rapport au continent à une vitesse moyenne d'environ 12-20 mm par an pendant la majeure partie du Cénozoïque,. Le long du Nord-Ouest argentin, le soulèvement andin a provoqué la séparation des bassins sédimentaires de l'avant-pays andin en plusieurs bassins de ce type inter-massifs isolés mineurs. Vers l'est, l'accumulation de croûte en Bolivie et dans le nord-ouest argentin a provoqué le développement d'un avant-renflement (en) nord-sud connu sous le nom d'arc d'Asunción au Paraguay.
Le soulèvement de l’Altiplano est dû, selon des études, à une combinaison de raccourcissement horizontal de la croûte et à une augmentation des températures dans le manteau (amincissement thermique),. La courbe des Andes et de la côte ouest de l'Amérique du Sud, connue sous le nom d'Orocline bolivienne, a été accentuée par le raccourcissement horizontal du Cénozoïque, mais existait déjà indépendamment de celui-ci.
Les caractéristiques particulières de la région bolivienne de l’Orocline et de l’Altiplano ont été attribuées à diverses causes plus profondes, outre les processus tectoniques à méso-échelle. Ces causes comprennent une accentuation locale de l'angle de subduction de la plaque de Nazca, un raccourcissement accru de la croûte et une convergence des plaques entre les plaques de Nazca et l'Amérique du Sud, une accélération de la dérive vers l'ouest de la plaque sud-américaine et une augmentation de la contrainte de cisaillement entre la plaque de Nazca et des boucliers sud-américains. Cette augmentation de la contrainte de cisaillement pourrait à son tour être liée à la rareté des sédiments dans la fosse du Pérou-Chili, provenant des conditions arides le long du désert d'Atacama. Capitanio et al. attribuent l'élévation de l'Altiplano et la courbure de l'Orocline bolivien aux âges variables de la plaque de Nazca subduite, les parties plus anciennes de la plaque se subduisant au centre de l'orocline. Comme l'écrit Andrés Tassara, la rigidité de la croûte bolivienne de l'Orocline est dérivée des conditions thermiques. La croûte de la région occidentale (avant-arc) de l'orocline a été plus froide et rigide, résistant et bloquant l'écoulement vers l'ouest de matériaux crustaux plus chauds et plus ductiles provenant de sous l'Altiplano.
Au cours de l'orogenèse cénozoïque dans l'orocline bolivienne, une anatexie significative des roches crustales, notamment des métasédiments et des gneiss, a conduit à la formation de magmas peralumineux. Ces caractéristiques suggèrent que la tectonique et le magmatisme cénozoïques dans certaines parties des Andes boliviennes sont analogues à ceux observés dans les orogènes de collision. Le magmatisme peralumineux de la Cordillère Orientale est responsable des gisements minéraux de classe mondiale de la ceinture d'étain bolivienne.

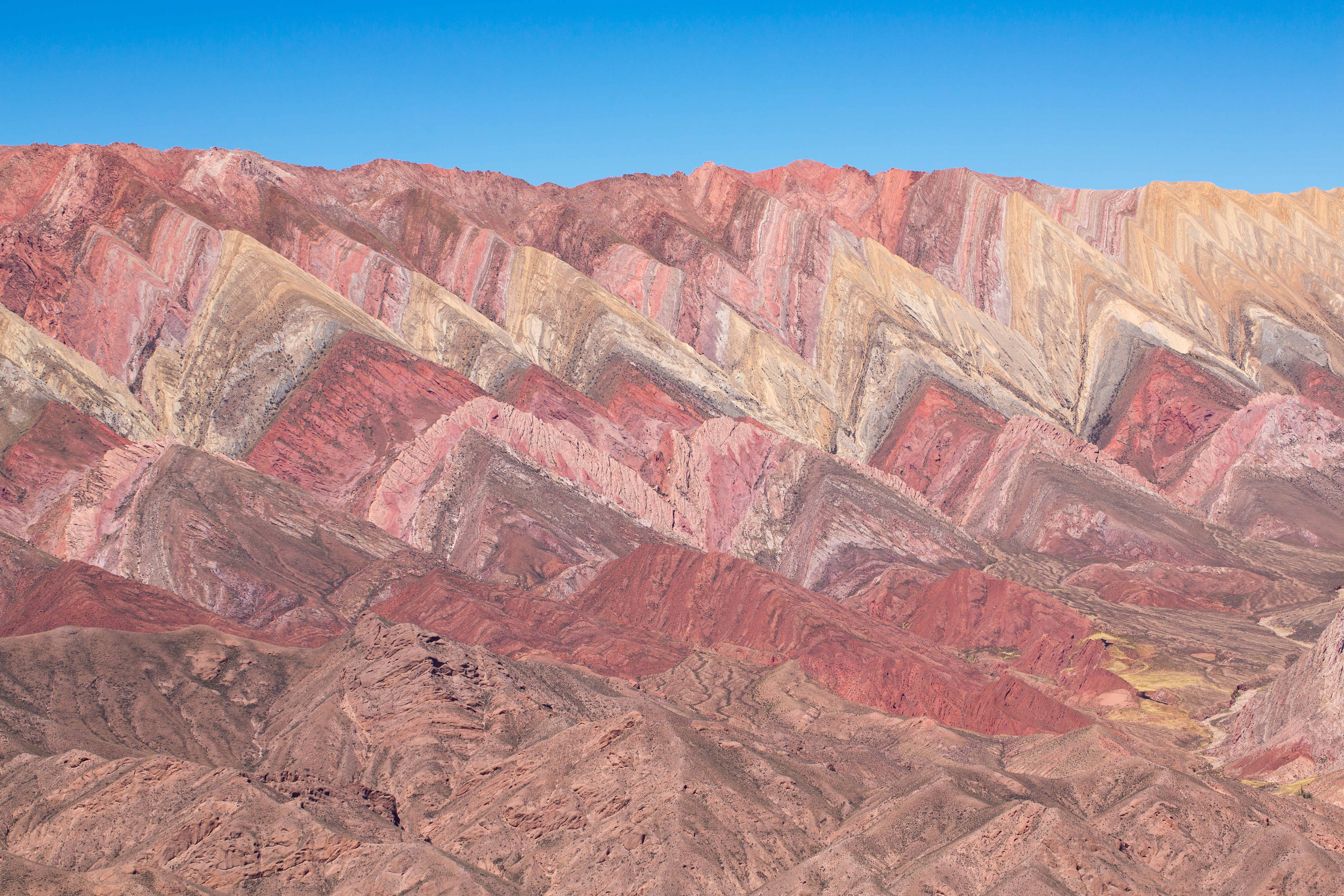
Strates inclinées de la Formation Yacoraïte à Serranía de Hornocal, à l'extrême nord de l'Argentine. L'orogenèse andine a provoqué le basculement de ces strates initialement horizontales.

La montée de l'Altiplano a renforcé une aridité ou une semi-aridité déjà prédominante dans le désert d'Atacama, selon le géologue Adrian Hartley, en projetant une ombre pluviométrique sur la région.

### Centre du Chili et ouest de l'Argentine (26-39° S)
Aux latitudes comprises entre 17 et 39° S, le développement de l'orogenèse andine du Crétacé supérieur et du Cénozoïque est caractérisé par une migration vers l'est de la ceinture magmatique et le développement de plusieurs bassins d'avant-pays. La migration de l'arc vers l'est est causée, selon toute logique, par l'érosion par subduction.
Aux latitudes de 32 à 36° S — c'est-à-dire le centre du Chili et la majeure partie de la province de Mendoza — l'orogenèse andine proprement dite a commencé à la fin du Crétacé lorsque les bassins de l'arrière-arc ont été inversés. Immédiatement à l'est des premiers Andes, des bassins d'avant-pays se sont développés et leur subsidence flexurale a entraîné l'ingression des eaux de l'Atlantique jusqu'au front de l'orogenèse au Maastrichtien. Les Andes aux latitudes de 32 à 36° S ont vécu une séquence de soulèvement au Cénozoïque qui a commencé à l'ouest et s'est étendu à l'est. Il y a environ 20 millions d'années, au Miocène, la Cordillère principale (à l'est de Santiago) a commencé à se soulever pendant environ 8 millions d'années. De l'Éocène au début du Miocène, les sédiments se sont accumulés dans le bassin d'extension d'Abanico, un bassin allongé nord-sud au Chili qui s'étendait de 29° à 38° S. L'inversion tectonique, survenue il y a 21 à 16 millions d'années, a entraîné l'effondrement du bassin et l'incorporation des sédiments dans la cordillère des Andes. Les laves et les matériaux volcaniques, qui intègrent maintenant de la formation de Farellones, se sont accumulés pendant que le bassin était en train d'être inversé et soulevé. Au Miocène, la ligne de partage des eaux se trouvait à environ 20 km à l'ouest de son emplacement actuel, qui sert de frontière entre l'Argentine et le Chili. L'incision ultérieure des rivières a déplacé la ligne de partage vers l'est, laissant d'anciennes surfaces plates en surplomb. La compression et le soulèvement dans cette partie des Andes se poursuivent encore actuellement. La Cordillère principale avait atteint des hauteurs qui ont permis le développement de glaciers de vallée il y a environ 1 million d'années.
Avant la fin du soulèvement du Miocène de la Cordillère Principale, la Cordillère Frontale à l'est a subi une période de soulèvement qui a duré de - 12 à - 5 millions d'années. Plus à l'est, la Pré-cordillère a été soulevée au cours des 10 derniers millions d'années, et les Sierras Pampeanas ont connu un soulèvement similaire au cours des 5 derniers millions d'années. La partie la plus orientale des Andes à ces latitudes avait sa géométrie contrôlée par d'anciennes failles datant de l'orogenèse de San Rafael du Paléozoïque. Les Sierras de Córdoba, faisant partie des Sierras Pampeanas, constituent une région où les effets de l'ancienne orogenèse pampéenne sont observables. Leur soulèvement et leur relief actuels résultent de l'orogenèse andine survenue à la fin du Cénozoïque,. De manière similaire, le bloc de San Rafael, situé à l'est des Andes et au sud des Sierras Pampeanas, a été soulevé au cours du Miocène lors de l'orogenèse andine. De manière générale, la phase d'orogenèse la plus active dans la zone située au sud de la province de Mendoza et au nord de la province de Neuquén (34-38° S) s'est produite à la fin du Miocène, tandis que le volcanisme en arc s'est manifesté à l'est des Andes.
Aux latitudes plus au sud (36–39° S), diverses transgressions marines du Jurassique et du Crétacé en provenance du Pacifique sont archivées dans les sédiments du bassin de Neuquén. À la fin du Crétacé, alors que les conditions ont changé, une régression marine s'est produite et les ceintures de plis et de chevauchements de Malargüe (36°00 S), Chos Malal (37° S) et Agrio (38° S) ont commencé à se développer dans les Andes et ce jusqu'à l'Éocène. Cela résultait de l'avancée de la déformation orogénique depuis le Crétacé supérieur, entraînant l'empilement de la partie occidentale du bassin de Neuquén dans les ceintures de plissement et de charriage de Malargüe et Agrio,. À l'Oligocène, la partie occidentale de la ceinture de plis et de chevauchements a été soumise à une courte période d'extension tectonique dont les structures ont été inversées au Miocène,. Après une période d'inactivité, le pli et la ceinture de chevauchement d'Agrio se sont remises en mouvement de portée limitée à l'Éocène puis dans un second temps au Miocène supérieur.
Dans le sud de la province de Mendoza, la ceinture de plissement et de chevauchement de Guañacos (36,5° S) a fait son apparition et s'est développée au Pliocène et au Pléistocène, s'appropriant les marges occidentales du bassin de Neuquén,.

### Andes méridionales de Patagonie (48–55° S)

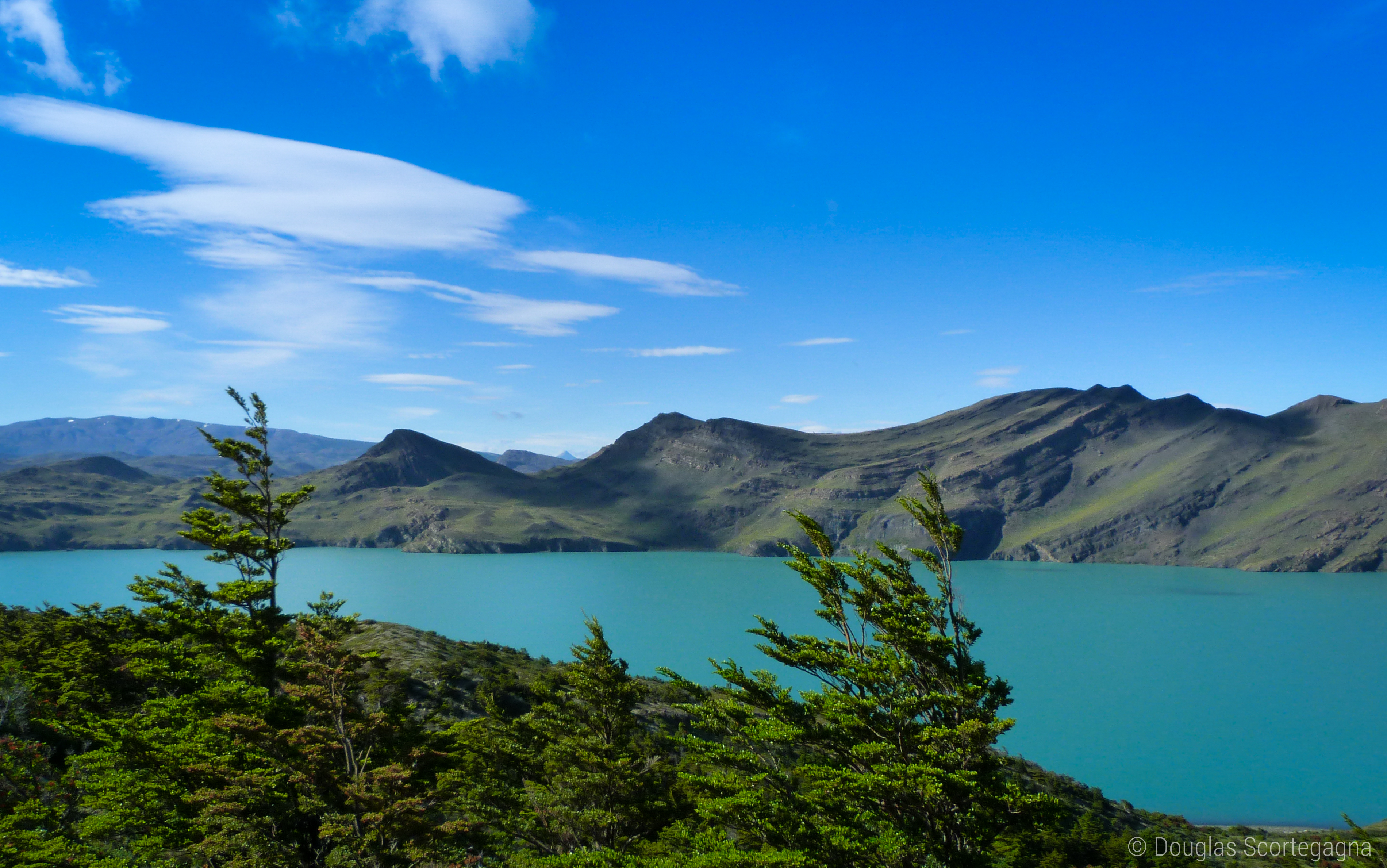
Synclinal à côté du lac Nordenskjöld dans le Parc national Torres del Paine. Le synclinal s'est formé au cours de l'orogenèse andine.

Le développement précoce de l'orogenèse andine dans l'extrême sud de l'Amérique du Sud a également eu des effets sur la péninsule Antarctique. Dans le sud de la Patagonie, au début de l'orogenèse andine au Jurassique, l'extension a formé le bassin de Rocas Verdes, un bassin d'arrière-arc dont l'extension sud-est est devenu la mer de Weddell en Antarctique,. À la fin du Crétacé, le régime tectonique du bassin de Rocas Verdes a changé, conduisant à sa transformation en un bassin d'avant-pays de compression – le bassin de Magallanes – au Cénozoïque. Ce changement était associé à un déplacement vers l'est du dépocentre du bassin et à l'obduction des ophiolites,. La fermeture du bassin de Rocas Verdes au Crétacé est liée au métamorphisme de haut niveau du complexe métamorphique de la Cordillère Darwin dans le sud de la Terre de Feu.
À mesure que se produisait l'orogenèse andine, l'Amérique du Sud s'éloignait de l'Antarctique au cours du Cénozoïque, conduisant d'abord à la formation d'un isthme, puis à l'ouverture du passage de Drake il y a 45 millions d'années. La séparation d'avec l'Antarctique a transformé la tectonique des Andes fuégiennes en un régime transpressif avec des failles transformantes,.
La crête du Chili a initié sa subduction sous la pointe sud de la Patagonie (55° S), il y a environ 15 millions d'années, au Miocène. Le point de subduction, en triple jonction, s'est déplacé lentement vers le nord et se situe actuellement à 47° S. La subduction de la crête a ouvert une brèche ou une fenêtre asthénosphérique se déplaçant vers le nord sous l'Amérique du Sud.